# Juegos Suramericanos
Los Juegos Suramericanos (en portugués: Jogos Sul-Americanos, en neerlandés: Zuid-Amerikaanse Spelen, en inglés: South American Games), son un evento deportivo multidisciplinario en el que participan atletas de todos los países de América del Sur menos Guayana Francesa. También participan algunos países del Caribe. Son organizados por la Organización Deportiva Suramericana (ODESUR).
Una de las características de los Juegos Sudamericanos es la de competir con deportes olímpicos como el atletismo y la natación y también incluir otros que no están en el programa de los Juegos Olímpicos, como los bolos y el karate.
La primera edición de los Juegos Sudamericanos se llevó a cabo en La Paz, capital administrativa de Bolivia, en noviembre de 1978.  Desde aquella oportunidad, los Juegos han sido realizados cada cuatro años en diversas ciudades de América del Sur. La última edición se celebró en Asunción en 2022.

## Historia
Los Juegos comenzaron por una iniciativa originada en Argentina en 1976 con el ideal de unir el deporte en el continente y difundir el ideal olímpico. Junto al proyecto de desarrollar los Juegos Sudamericanos, se fundó la Organización Deportiva Suramericana (ODESUR) ese mismo año. En 1978, la primera edición de los Juegos se realizó en La Paz, Bolivia bajo el nombre de Juegos Cruz del Sur, que se mantuvo hasta la segunda edición en 1982.
Según lo estableció la ODESUR, los Juegos se realizarían cada cuatro años:

La ODESUR tiene como objetivos: a.Asegurar la realización cuatrienal de los Juegos Suramericanos en la forma prevista en los Reglamentos de la Organización, debiendo los mismos celebrarse dos años después de la organización de los Juegos Olímpicos de Verano.
ODESUR - Estatutos, (Art.4, pág.5)

El nombre oficial del evento es Juegos Sudamericanos, establecido por la Organización Deportiva Suramericana en el XX Congreso General Ordinario de la ODESUR el 7 de mayo de 2007. En dicha oportunidad, se establecieron y aprobaron los estatutos que regirían a la organización de allí en adelante. En dicho documento se especifica:

Artículo 48.º – El Comité Organizador está obligado a utilizar, en todo lo respectivo a los Juegos, el nombre oficial que deberá estar conformado por lo siguiente: el numeral correspondiente a la edición de los Juegos en números romanos, el título JUEGOS SURAMERICANOS seguido por el nombre de la ciudad sede y el año de realización de los Juegos.
ODESUR- Estatutos, (Art.48, pág.23)

Antes de 2007, a estos Juegos se les denominó de distintas maneras. En las primeras dos ediciones recibió el nombre de Juegos Cruz del Sur. Posteriormente, a partir de 1986, las distintas ediciones de los juegos recibieron el nombre de Juegos Sudamericanos, con excepción de la quinta edición en la cual el comité organizador venezolano los denominó V Juegos Suramericanos Valencia '94.
De la misma manera, a lo largo de los años se ha presentado un efecto lingüístico en los distintos países de la región. De esta manera la prensa escrita en países como Argentina, Perú, Ecuador, Uruguay, Paraguay y Panamá lo denominan Juegos Sudamericanos. Mientras que países como Venezuela, Colombia y Chile los denotan como Juegos Suramericanos. En el caso de Bolivia mantiene la costumbre de llamarlos por el nombre de Juegos Odesur.

## Eventos y ediciones
| Año  | Evento                    | Sede                 | Sede                                    | Sede      | Duración                          | Países | Deportes | Atletas | País ganador |
| ---- | ------------------------- | -------------------- | --------------------------------------- | --------- | --------------------------------- | ------ | -------- | ------- | ------------ |
| 1978 | I Juegos Sudamericanos    | Bandera de Bolivia   | La Paz                                  | Bolivia   | 3 al 12 de noviembre              | 8      | 16       | 480     | Argentina    |
| 1982 | II Juegos Sudamericanos   | Bandera de Argentina | Rosario                                 | Argentina | 26 de noviembre al 5 de diciembre | 10     | 19       | 961     | Argentina    |
| 1986 | III Juegos Sudamericanos  | Bandera de Chile     | Santiago                                | Chile     | 28 de noviembre al 8 de diciembre | 10     | 17       | 969     | Argentina    |
| 1990 | IV Juegos Sudamericanos   | Bandera de Perú      | Lima                                    | Perú      | 1 al 10 de diciembre              | 10     | 16       | 1070    | Argentina    |
| 1994 | V Juegos Sudamericanos    | Bandera de Venezuela | Valencia                                | Venezuela | 19 al 28 de noviembre             | 14     | 19       | 1599    | Argentina    |
| 1998 | VI Juegos Sudamericanos   | Bandera de Ecuador   | Cuenca                                  | Ecuador   | 21 al 31 de octubre               | 14     | 24       | 1525    | Argentina    |
| 2002 | VII Juegos Sudamericanos  | Bandera de Brasil    | Belém Curitiba Río de Janeiro São Paulo | Brasil    | 1 al 11 de agosto                 | 14     | 24       | 2069    | Brasil       |
| 2006 | VIII Juegos Sudamericanos | Bandera de Argentina | Buenos Aires                            | Argentina | 9 al 19 de noviembre              | 15     | 27       | 2938    | Argentina    |
| 2010 | IX Juegos Sudamericanos   | Bandera de Colombia  | Medellín                                | Colombia  | 19 al 30 de marzo                 | 15     | 31       | 3751    | Colombia     |
| 2014 | X Juegos Sudamericanos    | Bandera de Chile     | Santiago                                | Chile     | 7 al 18 de marzo                  | 14     | 31       | 3577    | Brasil       |
| 2018 | XI Juegos Sudamericanos   | Bandera de Bolivia   | Cochabamba                              | Bolivia   | 26 de mayo al 8 de junio          | 14     | 35       | 4022    | Colombia     |
| 2022 | XII Juegos Sudamericanos  | Bandera de Paraguay  | Asunción                                | Paraguay  | 1 al 15 de octubre                | 15     | 36       | 4476    | Brasil       |
| 2026 | XIII Juegos Suramericanos | Bandera de Argentina | Rosario Santa Fe Rafaela                | Argentina | -                                 | -      | -        | -       |              |

### Sedes
Los Juegos Sudamericanos se han desarrollado en nueve países de América del Sur. Solo Aruba, Guyana, Panamá, Surinam y Uruguay no han organizado el evento entre los países actualmente miembros de Odesur.
| País      | Veces que fue sede |
| --------- | ------------------ |
| Argentina | 3                  |
| Chile     | 2                  |
| Bolivia   | 2                  |
| Brasil    | 1                  |
| Colombia  | 1                  |
| Ecuador   | 1                  |
| Paraguay  | 1                  |
| Perú      | 1                  |
| Venezuela | 1                  |

## Participantes
A continuación, los países participantes junto al código COI de cada uno:
- Argentina  (ARG)
- Aruba  (ARU)
- Bolivia  (BOL)
- Brasil  (BRA)
- Chile  (CHI)
- Colombia  (COL)
- Curazao (CUW)
- Ecuador  (ECU)
- Guyana  (GUY)
- Panamá  (PAN)
- Paraguay  (PAR)
- Perú  (PER)
- Surinam  (SUR)
- Uruguay  (URU)
- Venezuela  (VEN)

### Países

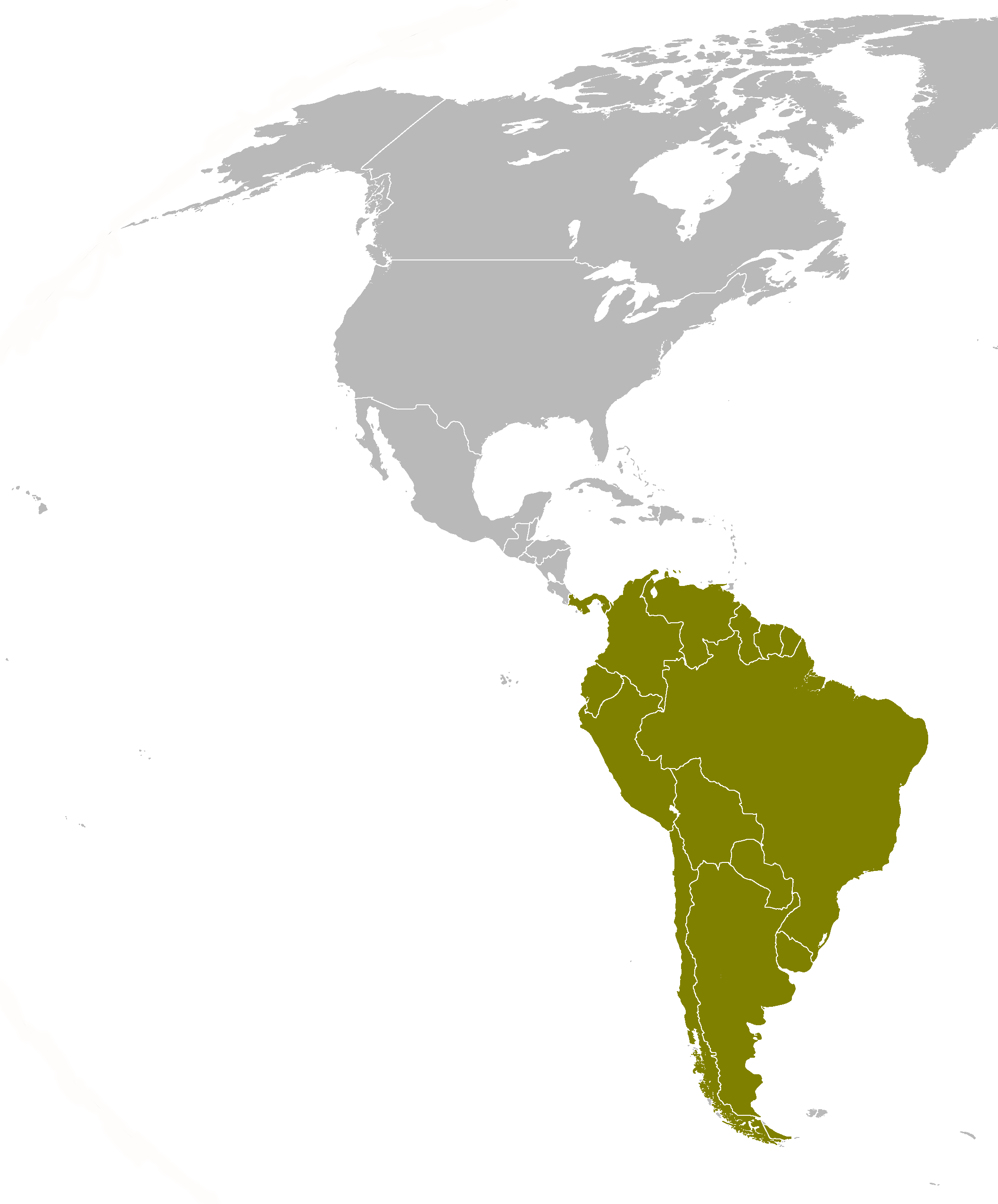
Mapa de países que participan en los Juegos Sudamericanos.

Argentina, Bolivia, Brasil, Chile, Ecuador, Paraguay, Perú y Uruguay fueron los ocho participantes iniciales de la primera edición de los Juegos Sudamericanos. Todos ellos han participado de manera ininterrumpida hasta la fecha. Para la segunda edición, Colombia y Venezuela se integraron para totalizar 10 participantes en los juegos organizados en Rosario, Argentina en 1982.
Para la cuarta edición organizada en Lima en 1990 se incorporó por primera vez Surinam, pero Colombia no participó lo que causó que se mantuvieran en competencia diez naciones. Para la quinta edición se integraron tres países adicionales, por primera vez Panamá, Antillas Neerlandesas y Aruba enviaron sus delegaciones y con el retorno de Colombia, en los Juegos de Valencia 1994 participaron 14 naciones.
Para los juegos de Cuenca 1998, se integró Guyana para ser el décimo quinto miembro, pero las Antillas Neerlandesas no participaron causando que la sexta edición participaran nuevamente 14 países.
Para los Juegos de 2002, hubo inconvenientes en la selección de la ciudad sede por molestias en los Comités Olímpicos, siendo retirada la sede a la ciudad de Bogotá a última hora causando que Colombia no participara en la séptima edición en señal de protesta. Con el retorno de las Antillas Neerlandesas y la ausencia de Colombia, los juegos de Brasil 2002 contó nuevamente con 14 naciones.
En Buenos Aires 2006, fue la primera edición que participaron las 15 naciones que conformaron en su momento la Organización Deportiva Suramericana, los cuales participaron nuevamente en Medellín 2010; sin embargo, con la disolución de las Antillas Neerlandesas en 2014, participan 14 naciones.
En Asunción 2022, se integra Curazao como delegación debutante haciendo que los juegos vuelvan a tener 15 naciones.
En la tabla a continuación se presenta la participación de cada país en cada una de las ediciones de los Juegos Sudamericanos respectivamente:
| País                  | 1978 | 1982 | 1986 | 1990 | 1994 | 1998 | 2002 | 2006 | 2010 | 2014 | 2018 | 2022 | 2026 | Total |
| --------------------- | ---- | ---- | ---- | ---- | ---- | ---- | ---- | ---- | ---- | ---- | ---- | ---- | ---- | ----- |
| Argentina             | Sí   | (a)  | Sí   | Sí   | Sí   | Sí   | Sí   | (a)  | Sí   | Sí   | Sí   | Sí   | -    | 12    |
| Bolivia               | (a)  | Sí   | Sí   | Sí   | Sí   | Sí   | Sí   | Sí   | Sí   | Sí   | (a)  | Sí   | -    | 12    |
| Brasil                | Sí   | Sí   | Sí   | Sí   | Sí   | Sí   | (a)  | Sí   | Sí   | Sí   | Sí   | Sí   | -    | 12    |
| Chile                 | Sí   | Sí   | (a)  | Sí   | Sí   | Sí   | Sí   | Sí   | Sí   | (a)  | Sí   | Sí   | -    | 12    |
| Ecuador               | Sí   | Sí   | Sí   | Sí   | Sí   | (a)  | Sí   | Sí   | Sí   | Sí   | Sí   | Sí   | -    | 12    |
| Paraguay              | Sí   | Sí   | Sí   | Sí   | Sí   | Sí   | Sí   | Sí   | Sí   | Sí   | Sí   | (a)  | -    | 12    |
| Perú                  | Sí   | Sí   | Sí   | (a)  | Sí   | Sí   | Sí   | Sí   | Sí   | Sí   | Sí   | Sí   | -    | 12    |
| Uruguay               | Sí   | Sí   | Sí   | Sí   | Sí   | Sí   | Sí   | Sí   | Sí   | Sí   | Sí   | Sí   | -    | 12    |
| Venezuela             |      | Sí   | Sí   | Sí   | (a)  | Sí   | Sí   | Sí   | Sí   | Sí   | Sí   | Sí   | -    | 11    |
| Colombia              |      | Sí   | Sí   |      | Sí   | Sí   |      | Sí   | (a)  | Sí   | Sí   | Sí   | -    | 9     |
| Surinam               |      |      |      | Sí   | Sí   | Sí   | Sí   | Sí   | Sí   | Sí   | Sí   | Sí   | -    | 9     |
| Aruba                 |      |      |      |      | Sí   | Sí   | Sí   | Sí   | Sí   | Sí   | Sí   | Sí   | -    | 8     |
| Panamá                |      |      |      |      | Sí   | Sí   | Sí   | Sí   | Sí   | Sí   | Sí   | Sí   | -    | 8     |
| Guyana                |      |      |      |      |      | Sí   | Sí   | Sí   | Sí   | Sí   | Sí   | Sí   | -    | 7     |
| Antillas Neerlandesas |      |      |      |      | Sí   |      | Sí   | Sí   | Sí   |      |      |      |      | 4     |
| Curazao               |      |      |      |      |      |      |      |      |      |      |      | Sí   | -    | 1     |

- (a): País anfritrión
- Una casilla en dorado, plateado o marrón significa que el país ocupó la primera, segunda o tercera posición del medallero.

## Deportes
Los Juegos Sudamericanos tienen la característica de reunir los deportes olímpicos y algunas especialidades que no están incluidas en sus programas, como el karate y los bolos.
| Deporte             | 78 | 82 | 86 | 90 | 94 | 98 | 02 | 06 | 10 | 14 | 18 | 22 |
| ------------------- | -- | -- | -- | -- | -- | -- | -- | -- | -- | -- | -- | -- |
| Atletismo           | Sí | Sí | Sí | Sí | Sí | Sí | Sí | Sí | Sí | Sí | Sí | Sí |
| Bádminton           |    |    |    |    |    |    |    | Sí | Sí |    | Sí | Sí |
| Balonmano           |    |    |    |    |    |    | Sí | Sí | Sí | Sí | Sí | Sí |
| Baloncesto          | Sí | Sí |    |    |    | Sí |    | Sí | Sí | Sí | Sí | Sí |
| Béisbol             | Sí | Sí |    | Sí | Sí |    |    | Sí | Sí |    |    |    |
| Bolos               |    |    | Sí | Sí | Sí | Sí | Sí | Sí | Sí | Sí | Sí | Sí |
| Boxeo               | Sí | Sí | Sí | Sí | Sí | Sí | Sí | Sí | Sí | Sí | Sí | Sí |
| Canotaje            |    |    |    |    | Sí | Sí | Sí | Sí | Sí | Sí | Sí | Sí |
| Ciclismo            | Sí | Sí | Sí | Sí | Sí | Sí | Sí | Sí | Sí | Sí | Sí | Sí |
| Esgrima             | Sí | Sí | Sí | Sí | Sí | Sí | Sí | Sí | Sí | Sí | Sí | Sí |
| Equitación          | Sí |    |    |    |    |    |    | Sí | Sí | Sí | Sí | Sí |
| Fútbol              | Sí | Sí | Sí |    | Sí |    |    | Sí | Sí | Sí | Sí | Sí |
| Futsal              |    |    |    |    | Sí | Sí | Sí | Sí | Sí | Sí | Sí | Sí |
| Fútbol playa        |    |    |    |    |    |    |    |    |    |    |    | Sí |
| Gimnasia            |    |    |    |    | Sí |    | Sí |    | Sí | Sí | Sí | Sí |
| Gimnasia artística  | Sí | Sí | Sí | Sí |    | Sí |    | Sí | Sí | Sí | Sí | Sí |
| Golf                |    |    |    |    |    | Sí | Sí |    |    | Sí | Sí | Sí |
| Halterofilia        | Sí | Sí | Sí | Sí | Sí | Sí | Sí | Sí | Sí | Sí | Sí | Sí |
| Hockey sobre césped |    |    |    |    |    |    |    | Sí |    | Sí | Sí | Sí |
| Judo                | Sí | Sí | Sí | Sí | Sí | Sí | Sí | Sí | Sí | Sí | Sí | Sí |
| Karate              |    |    |    |    | Sí | Sí | Sí |    | Sí | Sí | Sí | Sí |
| Lucha               | Sí | Sí | Sí | Sí | Sí | Sí | Sí | Sí | Sí | Sí | Sí | Sí |
| Natación            | Sí | Sí |    | Sí | Sí | Sí | Sí | Sí | Sí | Sí | Sí | Sí |
| Patinaje            |    | Sí |    |    |    | Sí | Sí |    | Sí | Sí | Sí | Sí |
| Pentatlón moderno   |    |    |    |    |    |    |    |    |    | Sí | Sí |    |
| Remo                |    | Sí | Sí |    |    | Sí | Sí | Sí | Sí | Sí | Sí | Sí |
| Rugby 7             |    |    |    |    |    |    |    | –  |    | Sí | Sí | Sí |
| Softbol             |    |    |    |    | Sí |    |    | Sí | Sí |    |    |    |
| Squash              |    |    |    |    |    |    |    |    | Sí |    | Sí | Sí |
| Taekwondo           |    |    | Sí | Sí | Sí | Sí | Sí | Sí | Sí | Sí | Sí | Sí |
| Tenis               | Sí | Sí | Sí | Sí | Sí | Sí | Sí | Sí | Sí | Sí | Sí | Sí |
| Tenis de mesa       |    | Sí |    | Sí | Sí | Sí | Sí | Sí | Sí | Sí | Sí | Sí |
| Tiro con arco       |    |    | Sí |    |    | Sí | Sí | Sí | Sí | Sí | Sí | Sí |
| Tiro deportivo      | Sí | Sí | Sí | Sí | Sí | Sí | Sí | Sí | Sí | Sí | Sí | Sí |
| Triatlón            |    |    |    |    |    | Sí | Sí | Sí | Sí | Sí | Sí | Sí |
| Vela                |    | Sí | Sí | Sí |    | Sí | Sí | Sí | Sí | Sí | Sí | Sí |
| Vóleibol            | Sí | Sí |    |    |    |    |    | Sí | Sí | Sí | Sí | Sí |
| Total               | 16 | 19 | 17 | 16 | 19 | 24 | 24 | 27 | 31 | 33 | 35 | 35 |

## Posiciones
En la tabla que se detalla a continuación, se presenta la posición de cada país en cada una de las ediciones de los Juegos Sudamericanos. Los números de las posiciones en el país de la cuestión participó; los números de la posición en la negrilla indican que fue el anfitrión. Si una casilla aparece en dorado, plateado o marrón significa que ocupó la primera, segunda o tercera posición, respectivamente.
| País                  | 1978    | 1982    | 1986    | 1990    | 1994    | 1998    | 2002    | 2006    | 2010    | 2014    | 2018     | 2022    |
| --------------------- | ------- | ------- | ------- | ------- | ------- | ------- | ------- | ------- | ------- | ------- | -------- | ------- |
| Argentina             | 1.º     | 1.º (a) | 1.º     | 1.º     | 1.º     | 1.º     | 3.º     | 1.º (a) | 4.º     | 4.º     | 4.º      | 3.º     |
| Brasil                | 8.º     | 4.º     | 5.º     | 4.º     | 4.º     | 3.º     | 1.º (a) | 2.º     | 2.º     | 1.º     | 2.º      | 1.º     |
| Colombia              |         | 8.º     | 9.º     |         | 3.º     | 2.º     |         | 3.º     | 1.º (a) | 2.º     | 1.º      | 2.º     |
| Chile                 | 2.°     | 2.°     | 2.º (a) | 3.º     | 5.º     | 6.º     | 4.º     | 5.º     | 5.º     | 5.º (a) | 5.º      | 4.º     |
| Venezuela             |         | 7.º     | 10.º    | 5.º     | 2.º (a) | 4.º     | 2.º     | 4.º     | 3.°     | 3.°     | 3.º      | 5.º     |
| Perú                  | 5.º     | 3.º     | 6.º     | 2.º (a) | 6.º     | 7.º     | 6.º     | 7.º     | 6.º     | 7.º     | 7.º      | 7.º     |
| Ecuador               | 4.º     | 6.º     | 4.º     | 6.º     | 11.º    | 5.º (a) | 5.º     | 6.º     | 7.º     | 6.º     | 6.º      | 6.º     |
| Uruguay               | 6.º     | 5.º     | 3.º     | 7.º     | 7.º     | 10.º    | 8.º     | 8.º     | 9.º     | 10.º    | 9.º      | 9.º     |
| Paraguay              | 7.º     | 10.º    | 8.º     | 10.º    | 10.º    | 12.º    | 10.º    | 9.º     | 10.º    | 9.º     | 8.º      | 8.º (a) |
| Bolivia               | 3.º (a) | 9.º     | 7.º     | 8.º     | 12.º    | 9.º     | 13.º    | 11.º    | 8.º     | 12.º    | 10.º (a) | 12.º    |
| Panamá                |         |         |         |         | 8.º     | 11.º    | 9.º     | 12.º    | 13.º    | 8.º     | 11.º     | 11.º    |
| Antillas Neerlandesas |         |         |         |         | 9.º     |         | 7.º     | 14.º    | 12.º    |         |          |         |
| Surinam               |         |         |         | 9.º     | 13.º    | 8.º     | 14.º    | 15.º    | 13.º    | 11.º    | 12.º     | 15.º    |
| Guyana                |         |         |         |         |         | 14.º    | 11.º    | 10.º    | 11.º    | 14.º    | 14.º     | 13.º    |
| Aruba                 |         |         |         |         | 14.º    | 13.º    | 12.º    | 13.º    | 13.º    | 13.º    | 13.º     | 10.º    |
| Curazao               |         |         |         |         |         |         |         |         |         |         |          | 14.º    |

- (a): País anfitrión

### Países ganadores
| Victorias | País      | Año(s)                                   |
| --------- | --------- | ---------------------------------------- |
| 7         | Argentina | 1978, 1982, 1986, 1990, 1994, 1998, 2006 |
| 3         | Brasil    | 2002, 2014, 2022                         |
| 2         | Colombia  | 2010, 2018                               |

## Medallero histórico
La delegación de Argentina se ha impuesto como líder de los Juegos Sudamericanos, habiendo ganado en siete ocasiones (la última de ellas en 2006).
Colombia ostenta el récord de mayor número de medallas en una edición de los Juegos Sudamericanos: 374 medallas (Medellín 2010). Hasta 2010, la marca la tenía Brasil con 333 medallas ganadas en los Juegos de Brasil 2002.
Por otro lado, Brasil tiene el récord de mayor número de medallas de oro en una sola edición: obtuvo un total de 148 preseas doradas en los Juegos de Brasil 2002.